# Доктор Стрендж у мультивсесвіті божевілля
«До́ктор Стрендж: У мультивсе́світі божеві́лля» (англ. Doctor Strange in the Multiverse of Madness) — американський супергеройський фільм, оснований на коміксах видавництва Marvel Comics про Доктора Стенджа, спродюсований Marvel Studios з Walt Disney Studios Motion Pictures у ролі дистриб'ютора. Є двадцять восьмою стрічкою в рамках Кіновсесвіту Marvel (КВМ) і п'ятою стрічкою четвертої фази. Фільм знято Семом Реймі за сценарієм, написаним Майклом Волдроном, і в ньому знімаються Бенедикт Камбербетч у ролі Стівена Стренджа, а також Елізабет Олсен, Чиветел Еджіофор, Бенедикт Вонґ, Сочіл Гомес, Майкл Стулбарг та Рейчел Мак-Адамс.
У фільмі доктор Стівен Стрендж зустрічає дівчину Америку Чавез, здатну подорожувати між світами. Багряна Відьма бажає заволодіти цією силою, і Стрендж з союзниками стають на захист Чавез.
Про плани зняти сиквел «Доктора Стренджа» заявив режисер і сценарист Скотт Дерріксон в жовтні 2016 року. Він підписав контракт на участь в фільмуваннях в грудні 2018 року. До того моменту Камбербетч і Вонґ підтвердили свою участь. У липні 2019 року було оголошено про участь Елізабет Олсен в зніманні і розкрито назву кінокоміксу. У жовтні Джейд Бартлетт довірили написати сценарій. У січні 2020 року Дерріксон залишив пост режисера через творчої розбіжности. Наступного місяця Волдрон приєднався до проєкту, а Реймі обійняв посаду режисера в квітні 2020 року. Знімання почали у листопаді 2020 року в Лондоні, але призупинили у січні 2021 року через пандемію COVID-19. Виробництво було відновлено у березні 2021 року і завершилося в середині квітня у Сомерсеті. Знімання також відбувалося в Сурреї та Лос-Анджелесі.
Прем'єра стрічки в Україні мала відбутися 5 травня 2022 року у форматі 3D та IMAX 3D, проте через російське вторгнення в Україну прем'єра стрічки була перенесена на 9 червня 2022 року.

## Сюжет
У просторі між усесвітами інша версія доктора Стівена Стренджа з обдарованою в чаклуванні дівчиною Америкою Чавез намагаються врятувати від демона магічну Книгу Вішанті. Стрендж вирішує пожертвувати супутницею, проте вона відкриває портал до іншого світу, в якому зникає разом зі Стренджем. Тим часом у світі Земля-616 Стівен Стрендж відвідує весілля своєї колишньої дівчини, доктора Крістіни Палмер. Стрендж погоджується з її словами, що звик вирішувати все сам, тому вони не можуть бути разом.
Після церемонії в Нью-Йорку опиняється демон-восьминіг, який переслідує Чавез. Стрендж і Верховний чарівник Вонґ рятують дівчину і вбивають чудовисько. Стрендж впізнає, що бачив Чавез уві сні — відображенні пригоди його двійника з іншого всесвіту. Америка пояснює, що має неконтрольовану здатність подорожувати мультивсесвітом, якою прагнуть заволодіти чудовиська й демони з інших усесвітів. Спершу Стрендж не вірить, але потім він бачить труп свого двійника.
Стрендж вирушає до Ванди Максимової (Багряної Відьми), щоб дізнатися хто саме переслідує Чавез. Він розкриває, що це організувала сама Ванда з метою знайти в інших усесвітах своїх втрачених дітей. Стрендж відмовляється видати їй Америку, тому Ванда вирішує забрати її силоміць, для чого нападає на фортецю Камар-Тадж, вбиваючи численних магів. Чавез мимовільно переносить себе і Стренджа на Землю-838, а Вонґ лишається в полоні Ванди. Тоді Ванда користується закляттям із Книги Даркголд, щоб вселитися в свою двійницю з Землі-838, що має дітей Біллі й Томмі. Один з уцілілих магів у Камар-Таджі жертвує собою, щоб знищити чаклунську книгу Ванди. Аби поновити закляття, Ванда змушує Вонґа привести її до гори Вундагор, на скелях якої це закляття спершу й було висічене.
У пошуках допомоги на Землі-838 Стрендж і Чавез вирушають у Санктум Санкторум, де їх заарештовує альтернативна версія Карла Мордо, Верховного чарівника цього всесвіту. Мордо входить до таємного товариства «Ілюмінатів», що складається з Капітана Америки Пеггі Картер, Короля Не-людей Чорного Грому, Капітана Марвел Марії Рамбо, Доктора Ріда Річардса з Фантастичної четвірки, та Професора Чарльза Ксав'єра з Людей Ікс. Вони пояснюють, що Стрендж їхнього світу, в спробі подолати Таноса, спричинив «сполучення всесвітів», тому вони стратили його; Мордо вважає, що Стрендж із Землі-616 також небезпечний. «Ілюмінати» виносять йому смертний вирок, але втручається Ванда, котра знову вселилася в свою тутешню двійницю. Їй вдається вбити всіх «Ілюмінатів», окрім Мордо. Ксав'єр перед загибеллю каже, що вірить у здатність Стренджа все виправити. Стренджу і Чавез допомагає місцева Крістін Палмер, яка в цьому всесвіті є вченою «Ілюмінатів». Вона показує шлях до потаємних дверей, за якими міститься прохід у простір між усесвітами.
Там герої знаходять Книгу Вішанті, протилежну Даркголду. Однак Ванда наздоганяє їх і задурманює Чавез магією, щоб відправити Стренджа і Палмер у всесвіт, зруйнований «сполученням». Перенісши Чавез на Землю-616, Багряна Відьма починає забирати її силу. Стрендж і Палмер зустрічають Темного Стренджа, розбещеного використанням Даркголда. Він пропонує скористатися силою книги для порятунку Чавез, але за це хоче Крістін. Стрендж із Землі-616 вбиває його в ході складного поєдинку і користується Даркголдом, щоби вселитися в труп свого двійника, що лишився на Землі-616. Він просить Крістін не дати йому померти, оскільки його атакують духи тих, хто зазнав впливу Даркголда.
Коли Стрендж опиняється в тілі мертвого двійника, він за порадою Крістін підкорює духів собі. Він сумнівається, чи вкрасти у дівчини силу подорожей між світами, проте отямлюється і знаходить інше рішення. Стрендж переконує Чавез, що вона контролює свою силу, адже завжди потрапляла саме в той світ, який чимось корисний для подолання Багряної Відьми. Коли Багряна Відьма майже перемагає Вонґа та Стренджа, Чавез відправляє її на Землю-838 до Біллі та Томмі. Діти лякаються її та намагаються захистити свою справжню матір. Ванда усвідомлює, що не буде щаслива, зробивши нещасними дітей, тому використовує свої сили, щоб знищити Вундагор і Даркголд у кожному всесвіті. Стрендж освідчується Крістін у коханні, а невдовзі Чавез відкриває перед ними портал на Землю-616.
Згодом Камар-Тадж відбудовують і Чавез починає навчатися в ньому. Стрендж повертається у Нью-Йорк, та несподівано в нього з'являється третє око, як у Темного Стренджа.
У першій сцені після титрів на одній із вулиць Нью-Йорка до Стренджа підходить якась чарівниця, що просить Стренджа запобігти «сполученню», яке загрожує через нього мультивсесвіту. Стрендж слідує за нею крізь портал у Темний вимір.
У другій сцені після титрів, чоловік із Землі-838, на якого Стрендж із Землі-616 наклав заклинання, перестає бити себе з криком «закінчилося!».

## У ролях

### Акторський склад
- Бенедикт Камбербетч — Доктор Стівен Стрендж / Доктор Стрендж: нейрохірург, який став майстром містичних мистецтв після автомобільної аварії, що завершила кар'єру. Сценарист Майкл Волдрон порівняв Стренджа з Індіаною Джонсом як героєм, який може «приймати удар», але з інтелектом шеф-кухаря Ентоні Бурдена, і додав, що він «великий герой пригод, якому просто подобається дивитися, як набридає зад». Волдрон також сподівався дослідити, як на нього вплинуть події, які Стрендж пережив у його попередніх появах у КВМ.

- Камбербетч також зображує альтернативні версії свого персонажа з інших усесвітів.

- Елізабет Олсен — Ванда Максимова / Багряна відьма: колишня месниця, яка може використовувати магію хаосу, займатися телепатією та телекінезом та змінювати реальність. Фільм продовжує тему «оволодіння Максимовою, тим, що робить її унікальною», що почалося у серіалі «ВандаВіжен» (2021), прикладом цього є повернення до акценту, який більше відповідає її соковській спадщині, адже після декількох попередніх фільмів КВМ вона перейшла на американську англійську. Олсен майже нічого не знала про історію «Мультивсесвіту божевілля» під час знімання «ВандаВіжен» і намагалася зробити так, щоб роль Максимової у фільмі відображала події серіалу, а не фільм впливав на серіал.

- Чиветел Еджіофор — Барон Карл Амадей Мордо: колишній майстер містичних мистецтв і наставник, який став ворогом Стренджа, полює на інших чаклунів.

- Бенедикт Вонґ — Вонґ: верховний чародій Землі, і друг Стренджа, якому було доручено захищати найцінніші реліквії та книги Камар-Таджа.
- Сочіл Гомес — Америка Чавез: дівчина зі здібностями подорожувати мультивсесвітом.
- Майкл Стулбарґ — Нікодимус Вест: хірург-суперник Стренджа.

- Рейчел Мак-Адамс — Крістін Палмер: хірургиня швидкої допомоги, яка була колегою і дівчиною Стренджа.

Крім того у фільмі з'явилася команда Ілюмінатів, членів якої зіграли актори Патрік Стюарт, Гейлі Етвел, Джон Кразінські, Лашана Лінч та Енсон Маунт які зобразили відповідно: Чарльза Ксав'єра, Пеґґі Картер, Ріда Річардса, Марію Рамбо та Чорного Грома.

## Виробництво

### Розробка

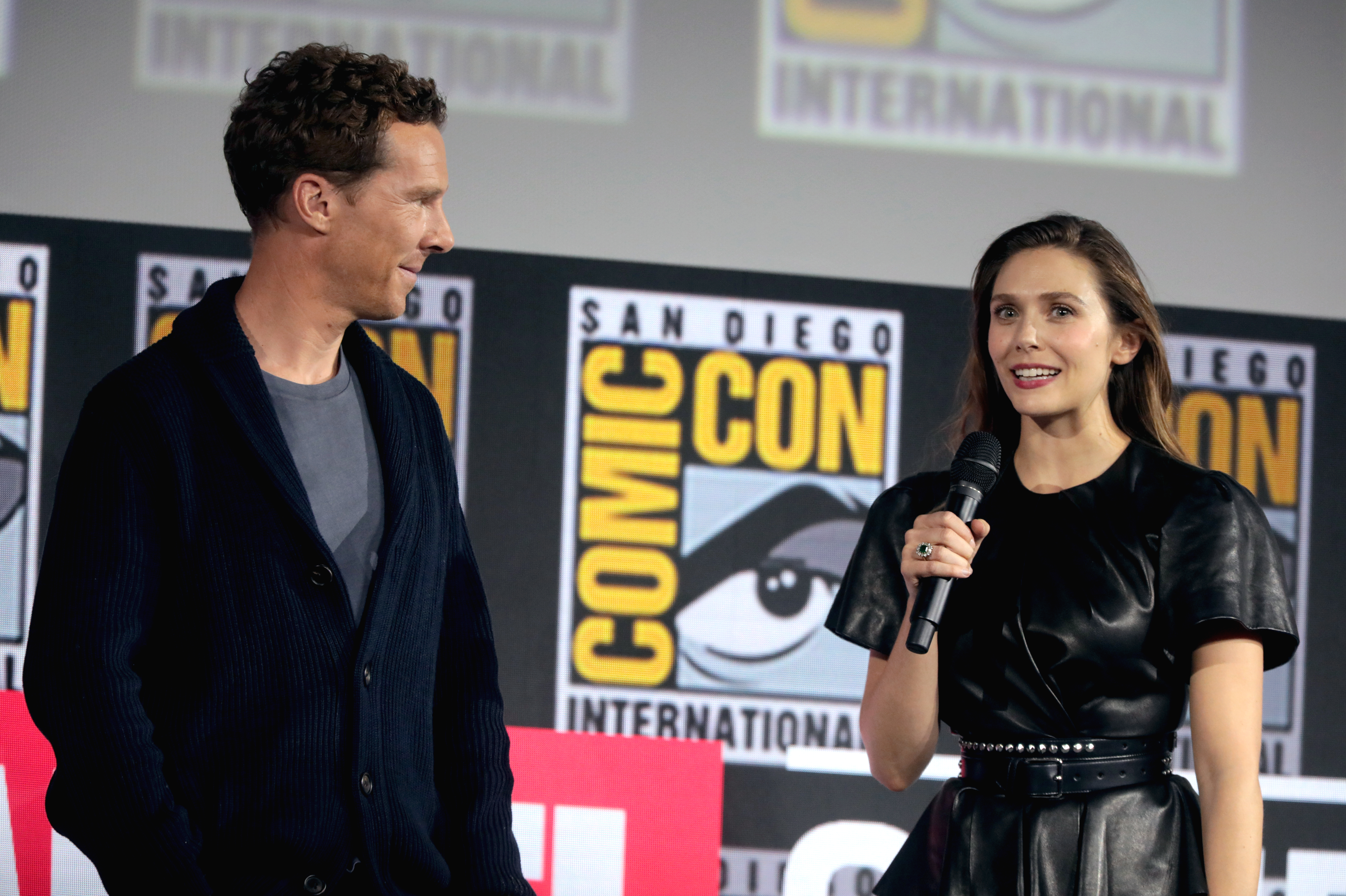
Бенедикт Камбербетч і Елізабет Олсен на фестивалі Comic-Con 2019 Сан-Дієго

У жовтні 2016 року режисер «Доктора Стренджа» Скотт Дерріксон повідав про свої плани на сиквел. Постановник зізнався, що хотів присвятити розповідь лиходіям, і як у приклад навів кінокомікс «Темний лицар». Дерріксон бажав побачити в сиквелі Жаха основним лиходієм,а також виявив бажання розкрити персонажів Джонатана Пенгборна і Хаміра, яким в першій картині було приділено мало екранного часу. Крім цього, режисер зазначив, що, завдяки близьким взаєминам з президентом Marvel Studios Кевіном Файгі та режисером Джо Руссо, був в курсі того, як поява Стренджа відіб'ється в фільмах «Месники: Війна нескінченності» і «Месники: Завершення». Також один зі сценаристів «Доктора Стренджа» Джон Спейтс цікавився включити Клею в сиквел.
У квітні 2017 року стало відомо, що Дерріксон розпочне знімання сиквела не раніше, ніж закінчить роботу над серіалом «Замок і ключ». У грудні наступного року Дерріксон підписав контракт на участь як режисер сиквела. В цей час було підтверджено участь Бенедикта Камбербетча, Рейчел Макадамс і Бенедикта Вонґа в ролях Стівена Стренджа, Крістін Палмер і Вонґа відповідно. Також студія Marvel розпочала пошуки сценариста кінокоміксу. На фестивалі Comic-Con 2019 Сан-Дієго було оголошено, що сиквел вийде під назвою «Доктор Стрендж у мультивсесвіті божевілля». Дерріксон заявив про намір зняти перший «горор» в Кіновсесвіті Marvel (КВМ). Крім того, було підтверджено участь Елізабет Олсен в ролі Ванди Максімової / Багряної Відьми з минулих фільмів КВМ. При цьому серіали від Disney+ «ВандаВіжн» і «Локі» будуть безпосередньо пов'язані з сюжетом фільму.
У квітні 2017 року стало відомо, що Дерріксон розпочне знімання сиквела не раніше, ніж закінчить роботу над серіалом «Замок і ключ». У грудні наступного року Дерріксон підписав контракт на участь як режисер сиквела. В цей час було підтверджено участь Бенедикта Камбербетча, Рейчел Макадамс і Бенедикта Вонґа в ролях Стівена Стренджа, Крістін Палмер і Вонґа відповідно. Marvel розпочала пошуки сценариста для фільму, причому The Hollywood Reporter заявило, що сценарій буде написаний впродовж 2019 року для запланованого початку знімання на початку 2020 року, і додало, що фільм потенційно може вийти у травні 2021 року, У липні 2019 році на San Diego Comic-Con Файґі та Дерріксон офіційно оголосили сиквел, сказавши, що фільм вийде під назвою «Доктор Стрендж у мультивсесвіті божевілля» 7 травня 2021 року. Дерріксон сказав, що він хотів, щоб сиквел став першим страшним фільмом Кіновсесвіту Marvel (КВМ) і досліджував більше елементів готики та жахів з коміксів, порівняно з першою частиною. Файґі розповів, що серіал Disney+ «ВандаВіжен» (2021) безпосередньо готує ґрунт для фільму, і що зірка серіалу Елізабет Олсен знову виконає роль Ванди Максимової / Багряної відьми у фільмі. «Мультивсесвіт божевілля» також пов'язаний з фільмом «Людина-павук: Додому шляху нема» (2021), в якому Камбербетч також з'являється в ролі Стівена Стренджа, а також з першим сезоном серіалу «Локі» (2021), який має ґрунт для подій фільму в фіналі сезону, «На всі часи. Завжди.». Після виходу цього епізоду з'явилися повідомлення, що Том Гіддлстон і Софія Ді Мартіно повернуться до ролі Локі та Сільві в «Мультивсесвіт божевілля».

### Підготовка
У жовтні 2019 року «подавача надії сценаристка» Джейд Бартлетт була залучена до написання сценарію для сиквела. У грудні Файгі схарактеризував мультисвіт як «наступний крок в еволюції КВМ» і заявляв, що події фільму вплинуть на серіали Disney+ та інші фільми Четвертої фази. Продюсер уточнив, що це буде не жах, а великий фільм КВМ зі страшними сценами. Як джерела натхнення Файгі привів фільми «Індіана Джонс: У пошуках втраченого ковчега», «Індіана Джонс і храм долі», «Гремліни» і «Полтергейст» і сказав, що Дерріксон добре орієнтується в зніманні жахів. Також Файгі заявив, що у фільмі з'являться кілька нових персонажів КВМ. У січні 2020 року Дерріксон покинув пост режисера кінокоміксу через творчі розбіжності з Marvel Studios, але погодився обійняти посаду виконавчого продюсера. У лютому Сем Реймі увійшов в переговори про режисуру фільму, Чиветел Еджіофор погодився повернутися до ролі Карла Морду, а Рейчел Мак-Адамс відмовилася від участи в зйомках.
У січні 2020 року Marvel Studios і Дерріксон оголосили, що він більше не зніматиме фільм через творчі розбіжності. В окремих заявах обидві сторони сказали, що вдячні за співпрацю, і що Дерріксон залишиться виконавчим продюсером фільму. Очікувалося, що це не призведе до затримки зйомок, призначених на травень 2020 року. Каргілл пояснив, що вони з Дерріксоном задумали історію, яка пішла в іншому напрямку, ніж хотіла Marvel, і що вони ще не написали перший варіант сценарію, тому фінальний фільм не буде похідним від їхньої роботи. Дерріксон сказав, що відхід з фільму був важким рішенням, але він не хотів йти на компроміс щодо фільму, який відрізнявся від того, що він хотів зробити. Його рішення піти було полегшено тим фактом, що він зміг негайно розпочати роботу над «Чорним телефоном» (2022), ще одним фільмом, який він хотів зняти. З Камбербетчем не консультувалися щодо зміни режисера, і він сказав, що йому сумно про це чути, але він поважає це рішення і те, як його було прийнято.
На початку лютого Сем Реймі розпочав переговори про посаду режисера. У той час очікувалося, що Чиветел Еджіофор знову виконає роль Карла Мордо, Макадамс більше не мала з'явитися, а головного сценариста «Локі» Майкла Волдрона було найнято, щоб переписати сценарій фільму. Через кілька тижнів Реймі підписав контракт на те, щоб стати режисером фільму. Реймі не хотів знімати ще один супергеройський фільм Marvel після негативної критичної реакції на «Людину-павука 3» (2007), але погодився на цю роботу через складне завдання і тому, що він є фанатом персонажа Доктора Стренджа та роботи Дерріксона над першим фільмом. Волдрон вирішив придумати сценарій з Реймі з нуля, замість використовувати натхненну жахами основу, яку Дерріксон розробив разом з Бартлетт. Волдрон тісно співпрацював з Олсен та головним сценаристом «ВандаВіжена» Жак Шеффер, щоб продовжити історію Максимової у фільмі та переконатися, що це буде задовільне продовження серіалу. Після того, як запланована поява Камбербетча у «ВандаВіжені» була прибрана наприкінці розробки серіалу, потрібно було переписати сценарій «Мультівсесвіту божевілля», який Файгі описав як «чудове поєднання дуже відданої координації та хаосу». Ці зміни включають те, як Стрендж і Максимова зустрічаються у фільмі. Історія «Мультівсесвіту божевілля» готувалась у «ВандаВіжені», але фільм також був розроблений для глядачів, які не дивилися серіал. Творча команда також бачила ранню виробничу роботу для мультсеріалу «Що, якщо?», щоб дізнатися, як Стрендж був зображений у цьому серіалі.
Наприкінці березня робота на пре-продакшені проводилася дистанційно через пандемію COVID-19. Знімання мали розпочати в червні 2020 року. На початку квітня Disney перенесла багато фільмів Четвертої фази через пандемію, перемістивши «Доктора Стренджа: У мультивсесвіті божевілля» на 5 листопада 2021 року. Потім фільм знову перенесли на 25 березня 2022 року, після того як Sony Pictures перенесла «Людина-павук: Додому шляху нема» на листопад 2021 року. Наприкінці червня 2020 року Еджіофор підтвердив свою участь, коли виробництво фільму було відкладено через пандемію. На початку жовтня Камбербетч підтвердив, що підготовча робота тривала і повідомив, що знімання почнеться в Лондоні, Англія, до кінця місяця або на початку листопада. Пізніше у жовтні Сочіл Ґомез приєдналася до акторського складу. 31 жовтня уряд Англії запровадив карантин у країні з 5 листопада по 2 грудня через збільшення кількости захворювань від COVID-19. Проте це ніяк не вплинуло на зйомки. Затримки через пандемію дали Волдрону та Реймі більше часу для розробки фільму як свого власного та просування його в «трохи страшнішому напрямку», при цьому Волдрон відчував, що Реймі мав великий послужний список зі створення страшніших фільмів.

### Фільмування
Знімальний період розпочався 4 листопада 2020 року у Лондоні під робочою назвою «Зоряний вихор». Джон Метісон виступає як оператор фільму. Спочатку знімання мали розпочати в травні 2020 року, але його відклали через пандемію COVID-19. Олсен почала зніматися у своїх сценах до 25 листопада, знімаючись пліч-о-пліч із серіалом «ВандаВіжен», і вважала дивним перехід від серіалу назад у фільм КВМ. На початку грудня знімання проходило на студії Longcross Studios у Лонгкросі, Суррей. Макадамс незабаром підписала контракт на повернення до ролі Палмер, незадовго до того, як Файгі офіційно підтвердив її участь 10 грудня разом з участю Еджіофора, Вонґа та Ґомез. Він також повідомив, що Ґомез виконає роль Америки Чавез. На той час Камбербетч розпочав знімання своїх сцен після завершення роботи над фільмом «Людина-павук: Додому шляху нема».
Олсен знімалася протягом трьох тижнів, перш ніж наприкінці листопада було запроваджено підвищені обмеження, і з 6 січня 2021 року було оголошено черговий локдаун в Англії. Олсен сказала, що знімання призупинили через різке зростання випадків захворювання на COVID-19 у Великій Британії. Знімання відновили до середини березня, коли Камбербетч сказав, що вони були в середині виробництва, і на той час Еджіофор почав зніматись у своїх сценах у Лондоні. Знімання проходило на автомобільній стоянці Брумфілд-Хілл у Річмонд-парку протягом тижня 25 березня. Протягом кількох тижнів у квітні знімання проходило у церкві масонів у центрі Лондона. 15 квітня Файгі заявив, що йшов останній тиждень зйомок, і знімання проходило з цього дня до 17 квітня на сидровій фермі Берроу-Хілл у Сомерсеті. Джетт Клайн та Джуліан Хілліард, які виконували ролі синів Ванди, Біллі та Томмі Максимових у серіалі «ВандаВіжен», як повідомлялося, були на знімальному майданчику на фермі. Виробництво не зазнало жодних невдач, пов'язаних з COVID-19, коли знімання відновили на початку 2021 року, хоча Камбербетчу довелося тимчасово призупинити знімання після тісного контакту з учасником виробництва, який мав хибнопозитивний тест.
Багато хто з акторів, у тому числі Олсен, Камбербетч і Вонґ були раді працювати з Реймі. Режисер зміг використати у фільмі свої улюблені техніки роботи з камерою, такі як використання камери та точки зору для створення почуття тривоги глядачів, та заохочував імпровізацію. Камбербетч сказав, що у фільмі було більше співпраці, ніж у інших попередніх фільмах КВМ, відчуваючи, що раніше він був там «просто за компанію». Олсен додала, що збиралися створити «атмосферу шоу жахів», описавши фільм як «божевільний» і порівнявши його із серією фільмів Реймі «Зловісні мерці», в яких були такі аспекти жанру жахів як «постійний страх». Вона відчувала, що це був «більше, ніж глянсовий фільм про Індіана Джонса», і що він буде темнішим, ніж ці фільми, додавши, що Реймі намагався зняти «найстрашніший фільм Marvel». Сценарний супервайзер Джо Беккет сказав, що він буде темним, Вонґ назвав сценарій «першокласним», а Волдрон описав «Мультивсесвіт безумства» як повернення Реймі до «великих супергеройських фільмів» з усіма аспектами фільму Сема Реймі.

### Постпродакшн
Боб Муравскі став монтажером фільму. Деякі додаткові фотографії для фільму були завершені до середини вересня 2021 року, а Олсен і Вонґ завершили свою роботу. У жовтні 2021 року фільм знову перенесли на 6 травня 2022 року. Пізніше того ж місяця Камбербетч сказав, що вони знаходяться в центрі додаткових фотозйомок, а наступне перезнімання призначено на листопад і грудень, принаймні шість тижнів у Лос-Анджелесі. The Hollywood Reporter повідомив, що додаткове знімання та перезнімання були «значними», і що два тижні будуть присвячені основним зйомкам, які не могли завершити раніше через проблеми з доступністю акторів, а додатковий матеріал буде знятий через уповільнення, пов'язане з COVID під час початковий пагін. Камбербетч підтвердив, що перезнімання використовували для внесення змін у вже відзнятий матеріал, а також для знімання частин, які «було просто неможливо зробити [під час основної зйомки] через логістику, COVID тощо». Пізніше The Hollywood Reporter додав, що, як повідомляється, перезнімання фільму було спрямованіо на «більше задоволення від мультивсесвіту», додаючи більше епізодичних появ і варіантів усталених персонажів, схожих на «Людина-павук: Додому шляху нема» (Пітер-Два і Пітер-Три) і перший сезон «Локі» (Сільві); перезнімання завершили 17 грудня.
Тизер-трейлер фільму був опублікований наприкінці грудня і підтвердив участь Майкла Стулбарґа в ролі Нікодимуса Веста, повторивши його роль із Доктора Стренджа, і що Камбербетч зобразить у фільмі кілька версій Стренджа. Перезнімання завершили впродовж тижня з 13 грудня, але додаткове знімання продовжили на початку січня 2022 року. Останні були завершені 8 січня. До кінця місяця Реймі зібрав фрагмент фільму, який буде представлений тестовій аудиторії. і сказав, що існує потенціал для більшої кількості перезйомок, якщо тестові перевірки виявлять, що необхідні роз'яснення або покращення.
Було виявлено, що Патрік Стюарт, який зобразив Чарльза Ксав'єра/Професора Ікс у серії фільмів про Людей Ікс, з'явиться у фільмі у нерозкритій ролі з трейлером фільму в лютому 2022 року; Вважалося, що Стюарт повторює роль Ксав'єра, яка раніше була предметом спекуляцій. Постер до фільму, випущений в той же час, додатково дражнив про включення капітана Картера, персонажа, який був представлений у «А що як…?». Незабаром Стюарт підтвердив, що він з'являється у фільмі, після того як раніше заперечував, що голос, почутий у трейлері, був його. Палмер заявив, що хоча аудиторія «може почути щось знайоме, це не означає, що це хтось, кого ви бачили раніше». Трейлер також показав, що Гамір з'явиться у фільмі, а Топо Вреснівіро підтвердив, що повторить роль із «Доктора Стренджа» разом із Марком Ентоні Брайтоном у ролі Деніела Драмма. Істота, схожа на видатного лиходія Доктора Стренджа Шума-Ґорат, з'являється у фільмі, але йому дано ім'я Ґарґантос, яке походить від іншого персонажа коміксів, оскільки права на ім'я Шума-Ґорат належать Heroic Signatures. У березні було підтверджено, що ілюмінати з'являться у фільмі. Камбербетч працював над наступним перезніманням у Сполученому Королівстві до 13 березня.

## Музика
Композитор стрічки «Доктор Стрендж» (2016) Майкл Джакіно мав повернутися до продовження до жовтня 2019 року, коли Дерріксона призначили режисером. Після того, як Реймі вступив на посаду, Денні Ельфман був найнятий як композитор; раніше Ельфмен працював з Реймі над «Людина пітьми» (1990), «Людина павук» (2002), «Людина павук 2» (2004) та «Оз: Великий та Могутній» (2013). Ельфман сказав, що буде звертатися до теми Джакіно «Доктор Стрендж» подібно до того, як він використовував тему Алана Сільвестрі з «Месників» (2012) під час роботи над «Месниками: Ера Альтрона» (2015). У лютому 2021 року Ельфман почав працювати над музикою, яка буде використовуватися під час зйомок, але кілька місяців не починав роботу над фактичною партитурою для продовження.

## Маркетинг
Після титрів у фільмі «Людина-павук: Додому шляху нема» з'явився тизер-трейлер фільму в кіно, перед випуском онлайн 22 грудня 2021 року. Метт Вебб Мітович з TVLine назвав тизер-трейлер «зворушливим, захопливим» і зазначив, що кінець тизер-трейлера покаже Верховного Стренджа, альтернативну версію персонажа, представленого в мультсеріалі «А що як…?». Алекс Велч з Inverse вважає, що він «психоделічний тизер, сповнений одкровень і веселих моментів, які повинні приголомшити шанувальників Marvel», і припустив, що фільм об'єднає "багато багатогранних ниток з «Людина-павук: Додому шляху нема», «ВандаВіжен» та перших сезонів серіалів «Локі» та «А що як…?». Пишучи для Decider, Алекс Залбен вважав, що «Доктор Стрендж у мультивсесвіті божевілля» є «прямим результатом» «А що як…?», що «миттєво робить анімаційний серіал набагато важливішим, ніж фанати Marvel могли спочатку уявити». Джеймс Ґребі з Syfy Wire сказав, що у всьому тизері-трейлері була «дуже зловісна аура». Товари для фільму стали доступні в грудні 2021 року з показом фігур Marvel Legends, заснованих на фільмі.
Тизер транслювався під час Super Bowl LVI 13 лютого 2022 року, а повнометражний трейлер потім дебютував у мережі. Джастін Картер з Gizmodo підкреслив, як трейлер продовжив «візуально трипів» підхід першого фільму до альтернативних вимірів, додавши більше елементів жахів, а також був схвильований короткою появою Америки Чавез, тоді як його колега Жермен Люсьє відчув, у порівнянні з тизером, трейлер «підняв ставки в геометричній прогресії з усілякими дикими одкровеннями та образами». Чарльз Пулліам-Мур з The Verge сказав, що трейлер краще передав сюжет фільму, ніж тизер, і він відчував, що фільм стане «кульмінацією всіх проблем із великою картинкою», які дражнили у «ВандаВіжен» і «Локі». Багато коментаторів відзначили розкриття участі Патріка Стюарта в трейлері та підтекст, що він може повторити роль Чарльза Ксав'єра/Професора Ікс-Людей Ікс, що призвело до припущень, що «Доктор Стрендж у мультивсесвіті божевілля» представить версію Ілюмінатів. RelishMix повідомив, що трейлер набрав 93,12 мільйона переглядів за 24 години у Facebook, Twitter, YouTube та Instagram, що стало найкращим трейлером серед тих, які транслювали під час Суперкубку за їхніми показниками. Disney повідомив про 143 мільйони онлайн-переглядів у Twitter, Facebook, Instagram, YouTube, TikTok, Snapchat і Google, а також 55 мільйонів переглядів трансляції. Funko Pops за мотивами фільму були оприлюднені в березні 2022 року.

## Випуск
Прем'єра «Доктора Стренджа у мультивсесвіті божевілля» запланована на 5 травня 2022 року в Україні. Спочатку стрічку було призначено на 6 травня 2021 року, але було перенесено на 5 листопада 2021 року через пандемію COVID-19, опісля вона була перенесена на 25 березня 2022 року після того, як Sony перенесла фільм «Людина-павук: Додому шляху нема» на листопад 2021 року. У жовтні 2021 року його знову перенесли на поточну дату в травні 2022 року. Фільм стане частиною четвертої фази КВМ.

## Сприйняття

### Касові збори
У фільмі було найбільше передпроданих квитків через Fandango з часів «Людина-павук: Додому шляху нема» (2021). У квітні 2021 року Boxoffice Pro прогнозував, що фільм може зібрати в США та Канаді від 170 до 205 мільйонів доларів і матиме загальний валовий збір 425—535 мільйонів доларів.

## Документальний випуск
У лютому 2021 року було оголошено про документальний телесеріал-антологію «Marvel Studios: Загальний збір». У кожній серії про створення фільмів та телесеріалів КВМ розкажуть актори та знімальна група. Спеціальний документальний епізод, присвячений фільму «Доктор Стрендж у мультивсесвіті божевілля», вийде на Disney+ через пару місяців після прем'єри в кіно.